# Ferhat Mehenni
Ferhat Mehenni (Illoula Oumalou, 5 marzo 1951) è un cantante e politico berbero con cittadinanza algerina.

## Biografia
Nato nel villaggio di Maraghna a Illoula, Cabilia, Ferhat visse la sua infanzia nel periodo della guerra anticoloniale, nella quale il padre, resistente contro i Francesi, trovò la morte nel 1961. Laureato in scienze politiche all'Università di Algeri, Ferhat fa il suo ingresso nel mondo della musica nel 1973 vincendo, col suo gruppo Imazighen Imula il primo premio del Festival di Musica Moderna di Algeri.
Comincia così la sua carriera di cantante contestatore del sistema, ostile al governo algerino ed agli integralisti islamici. Arrestato una prima volta nel 1977, collezionerà altri 12 arresti. Il 26 agosto 2021, l'Algeria ha emesso un mandato di cattura internazionale per Ferhat Mehenni

### Il MCB
Quando arriva la “Primavera” (Tafsut) dell'aprile 1980. Ferhat sarà uno dei suoi protagonisti. Per la verità non fu tra gli arrestati del fatidico 20 aprile, dal momento che era già stato fermato, il giorno prima, all'aeroporto per il possesso di una cassetta del "fuorilegge" Ait Ahmed. Gli avvenimenti della "Primavera berbera" lo portano a stringere sempre più la sua amicizia con un giovane psichiatra come lui appassionato della lotta per la democrazia e per la difesa della lingua e cultura berbera, Said Sadi. Insieme, essi animano conferenze, meetings e seminari, organizzano scioperi, redigono articoli nella rivista Tafsut, sono tra i principali esponenti del Movimento Culturale Berbero (MCB).

### La Lega Algerina dei Diritti dell'Uomo
Nel 1985 crea, insieme a Said Sadi, a Mokrane e Arezki Ait Larbi, e ad Ali Yahia Abdenour, la Lega Algerina dei Diritti dell’uomo. Viene arrestato con Mokrane Ait Larbi e trasferito alla prigione di Berrouaghia. Vengono giudicati e condannati a 3 anni di prigione per attentato alla sicurezza dello Stato. Il 2 gennaio 1986, Ferhat e i suoi compagni vengono trasferiti nel terribile bagno penale di Lambèse, una fortezza gelida costruita dai Francesi, dove subirà pesanti torture. Questa esperienza verrà raccontata più tardi in una canzone particolarmente toccante (Tazult - Lambèse). Il comitato d'accoglienza gli riserva un trattamento particolarmente duro. Chiedono a Ferhat di spogliarsi per indossare la divisa carceraria. Lui rifiuta. Lo mettono in cella. «Mi svestono. Tutto nudo a cinque gradi sotto zero». Nel dicembre del 1986 viene trasferito a Blida, da cui esce il 27 aprile 1987.

### Il RCD
Quando, dopo i sanguinosi moti dell'ottobre 1988, l'Algeria entra nel multipartitismo, Ferhat è uno dei quattro fondatori, insieme a Mustapha Bacha, Mokrane Ait Larbi e Said Sadi, del Raggruppamento per la Cultura e la Democrazia (RCD), partito politico sorto nel 1989 con l'intenzione di dotare di un'istanza politica il MCB. Contrariamente alle aspettative, però, la nascita di questo partito provocherà una spaccatura in seno al MCB che, quindi, anziché rafforzarsi, finirà per indebolirsi.
Il 17 gennaio 1994, al termine di una imponente manifestazione a Tizi Ouzou, Ferhat, a nome del Movimento Culturale Berbero, proclama il berbero “lingua nazionale e ufficiale" dell'Algeria (un riconoscimento che tuttora non è avvenuto da parte dello Stato, anche se il berbero è ora la seconda "lingua nazionale"). I mesi che seguono saranno caratterizzati da forti tensioni tanto nei confronti del potere quanto all'interno delle varie anime del Movimento Culturale Berbero. Gli avvenimenti salienti saranno il rapimento del cantante Matoub Lounès e lo sciopero scolastico indetto dal MCB. Ferhat è il principale animatore del boicottaggio delle scuole. «La divisione principale stava in quelle che io consideravo le priorità politiche in quei momenti: io ero per il boicottaggio delle scuole e la costituzionalizzazione della lingua amazigh. Said Sadi era per la lotta al terrorismo. Io potevo concedere che le due cose potevano essere prioritarie allo stesso titolo, cosa che lui non voleva ammettere». Ferhat darà le sue dimissioni dal RCD alla fine di maggio del 1997.

### Il dirottamento dell'Airbus
Nel dicembre del 1994, Ferhat è tra i passeggeri dell'Airbus dell'Air France dirottato dai terroristi del GIA all'aeroporto di Algeri e bloccati successivamente all'aeroporto di Marsiglia. In quell'occasione ha rischiato veramente la vita. Riconosciuto dai terroristi, stava per essere ucciso quando sono intervenute le teste di cuoio francesi.

### La creazione del MAK
Nel 2001, dopo i massacri della Primavera nera, ha avuto la lucidità e il coraggio di indicare come via di uscita per la crisi in cui si dibatte l'Algeria fin dall'indipendenza l'autonomia regionale. A questo scopo ha fondato il MAK (Movimento per l'Autonomia della Cabilia) al quale ultimamente dedica gran parte delle sue energie.

### L'assassinio del figlio
Il 19 giugno 2004, Ameziane Mehenni, primogenito di Ferhat, ha perso la vita in modo drammatico, accoltellato per strada a Parigi. Le indagini della polizia non hanno permesso di ritrovare il colpevole e il caso è stato archiviato. Anche se, probabilmente, non si conoscerà mai la dinamica di questo assassinio, è forte il sospetto che si sia trattato di una sorta di "avvertimento" da parte di avversari politici senza scrupoli.

## Il cantante
La passione di Ferhat per la musica è un retaggio familiare. Il padre aveva una bella voce e in qualche occasione si era esibito davanti a tutto il villaggio. Da lui aveva appreso la canzone Ameddakʷel di Laimèche Ali, la versione in berbero del canto per i caduti di guerra Ich hatte einen Kameraden di Uhland, uno dei primi canti berbero-nazionalisti, che entrerà a far parte del suo repertorio.
Compone la sua prima canzone, Un fiore blu, prima di esibirsi per la prima volta alla radio (la ‘Chaîne II’, che trasmette in cabilo) nel 1969. Al suo debutto però non fece particolare impressione. Il successo arriverà quattro anni dopo, ma prima deve lavorare per mantenere la famiglia, che si è ingrandita nel 1970. Studio, lavoro, vita familiare e pratica della musica. Ferhat avrà il suo colpo di fulmine nel 1973 con l'uscita di Vava Inouva, l'indimenticabile canzone di Idir. «Vava lnouva è un fattore che scatena in me una rivoluzione.» Due chitarre sole, tre o quattro accordi minori e dei testi che raccontavano la Cabilia, le sue colline dimenticate ed i suoi uomini rimasti abbarbicati alle loro montagne o partiti per lavorare nelle fabbriche di Parigi o nelle fonderie di Alsazia e Lorena. Decide di fare come Idir.

### Glilmazighen Imoula
Nell'ottobre 1973 forma il suo primo complesso per partecipare al concorso nazionale della canzone algerina. Il nome del gruppo è Imazighen Imoula. Vince il primo premio e con esso il diritto a farsi trasmettere dalla radio algerina. Ma invece di annunciare il nome del suo gruppo Imazighen Imoula, il presentatore si limita a gridare “Ferhat Mehenni”. «lo mi presento per protestare, tenendo in mano il diploma del ministero della Cultura in cui è menzionato il nome del gruppo». La radio corregge il tiro. «Per la prima volta la parola Imazighen ("Berberi") viene pronunciata su di un mezzo di comunicazione ufficiale algerino». Prima vittoria dell'uomo, primi attriti tra il cantante e le autorità.

### Canzoni e impegno politico
Nel 1976 un concerto al Théâtre National gli causerà di essere ricercato dalla polizia. «Sono venuti a prendermi alle 6 del mattino nella mia camera universitaria a Kouba». Direzione "Barberousse", la prigione resa tristemente celebre dai ghigliottinati della Rivoluzione algerina. Questo arresto costituirà per lui il battesimo del carcere, e sarà seguito, nel corso della sua vita, da molti altri arresti, lunghe notti di torture e molti mesi di detenzione. Ma l'arresto, lungi dallo spingerlo a lasciare da parte la chitarra, a rimangiarsi la collera e lasciar perdere la sua “foga rivoluzionaria”, lo rende invece ancora più testardo. Decide di scrivere testi decisamente impegnati e moltiplica i concerti nei campus universitari, senza per questo abbandonare gli studi (la discussione della sua tesi di laurea avrà luogo nel giugno del 1977).
Dopo un periodo di intensa attività, in cui tre album si susseguono a poca distanza (Canti rivoluzionari di Cabilia 1979, Canti berberi di lotta e di speranza 1981, Ormai sono 20 anni 1984)), per quasi dieci anni l'impegno politico lo assorbirà a tal punto da non consentirgli nuove composizioni. Il suo album successivo, Canti d'acciaio e di libertà (1994) uscirà in una fase di ripensamento e di presa di distanze dalla politica di partito in coincidenza con i primi dissapori con il partito e con Said Sadi.
Dopo l'episodio del dirottamento, col moltiplicarsi delle minacce contro la sua persona e contro la sua famiglia, viene a stabilirsi in Francia pur conservando stretti contatti con la madrepatria. Torna a dedicarsi anche alla canzone. Ferhat ritrova la sua ispirazione in una fattoria della Normandia dove compone «in quattro giorni» il suo album intitolato Canti del fuoco e dell'acqua. L'album fa il punto sulla sua vita di cantante, sulla sua lotta per la tamazight (la lingua berbera) e per le libertà democratiche in Algeria.
Con la Primavera nera che moltiplica i lutti nelle famiglie Cabile, Ferhat non se la sente di cantare e sospende per un certo tempo i suoi concerti. Questi scrupoli ritarderanno anche l'uscita dell'album Per la Cabilia, che era già pronto diversi mesi prima dell'effettiva uscita sul mercato.

### Bella Ciao
La più recente creazione di Ferhat è legata alla triste vicenda dell'assassinio del figlio. Alla sua morte emerse, tra le carte di Ameziane, un foglio in cui egli esprimeva l'intenzione di tradurre in berbero alcuni canti della resistenza italiana, in particolare Bella ciao, che aveva conosciuto in occasione di un concerto tenuto a Milano col padre nel luglio del 2002. Ferhat si è sentito in dovere di eseguire questo estremo volere del figlio, ed è così che ha potuto cantare Bella ciao in cabilo, con voce rotta dall'emozione, durante le esequie del figlio nel villaggio natale di Maraghna.

## Discografia
- Canti rivoluzionari di Cabilia (1979)
- Canti berberi di lotta e di speranza (1981)
- Ormai sono 20 anni (1984)
- Canti d'acciaio, d'amore e di libertà (1994)
- Canti del fuoco e dell'acqua (1998)
- I Tmurt n Leqbayel - Per la Cabilia (2002)